# Ditiolene
Il ditiolene è un composto di coordinazione in cui un metallo è coordinato da un legante formalmente derivato dall'1,2-etilenditiolo disostituito {\displaystyle \operatorname {R\,-C(S)=C(S)-\,R'} }.
Il termine ditiolene, inizialmente introdotto da McCleverty, non si riferisce alla carica totale del complesso. I ditioleni sono infatti stabili in differenti stati di ossidazione molecolari formali, nei quali assumono caratteristiche chimico-fisiche differenti.
Esistono mono-, bis-, tris-, e tetrakis- ditioleni metallici, in dipendenza della natura del metallo centrale.

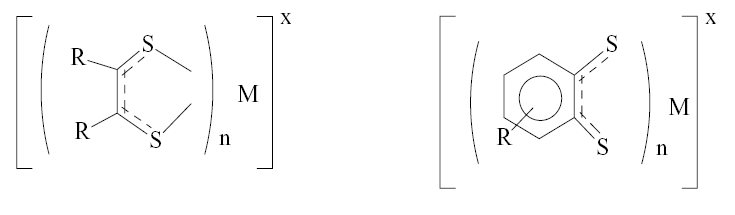
Forme di coordinazione

I ditioleni assumono differenti forme di coordinazione, come riportato in figura. Le geometrie variano da quella planare, tipica dei bis-ditioleni con ioni metallici con configurazione elettronica d8, a quelle prismatico-trigonale o ottaedrica, tipiche dei tris-ditioleni. 
Il termine ditiolene, inizialmente introdotto da McCleverty, non si riferisce alla carica totale del complesso. I ditioleni sono infatti stabili in differenti stati di ossidazione molecolari formali, nei quali assumono caratteristiche chimico-fisiche differenti.
I ditioleni metallici sono stati oggetto di  migliaia di pubblicazioni e brevetti. Trovano applicazione nei settori della conducibilità elettrica, dei magneti molecolari, dei laser e dell'ottica nonlineare.